# Chlopsis
Chlopsis is een geslacht van straalvinnige vissen uit de familie van de valse murenen (Chlopsidae). Het geslacht werd voor het eerst wetenschappelijk beschreven in 1810 door Constantine Samuel Rafinesque-Schmaltz.

## Soorten
- Chlopsis apterus (Beebe & Tee-Van, 1938)
- Chlopsis bicollaris (Myers & Wade, 1941)
- Chlopsis bicolor Rafinesque, 1810
- Chlopsis bidentatus Tighe & McCosker, 2003
- Chlopsis dentatus (Seale, 1917)
- Chlopsis kazuko Lavenberg, 1988
- Chlopsis longidens (Garman, 1899)
- Chlopsis nanhaiensis Tighe, Ho, Pogonoski & Hibino, 2015
- Chlopsis olokun (Robins & Robins, 1966)
- Chlopsis orientalis Tighe, Hibino & Nguyen, 2015
- Chlopsis sagmacollaris Pogonoski & Tighe, 2015
- Chlopsis slusserorum Tighe & McCosker, 2003